# Open Court Publishing Company
Open Court Publishing Company — издательская компания с офисами в Чикаго и Ласалле, штат Иллинойс, США. Структурно входит в состав Carus Publishing Company из Перу, штат Иллинойс.

## История
Open Court была основана в 1887 году Эдвардом К. Хегелером из Matthiessen-Hegeler Zinc Company, в свое время крупнейшего производителя цинка в Соединённых Штатах. Хегелер хотел, чтобы целью фирмы было обсуждение религиозных и психологических проблем на основе принципа, согласно которому научная концепция мира должна применяться к религии. Его первым главным редактором был Пол Карус, зять Хегелера от брака с инженером Мэри Хегелер . В течение первых 80 лет своего существования компания располагала своими офисами в особняке Хегелер Карус.
Издательство специализируется на философии, науке и религии. Это было одно из первых академических издательств в стране, а также одно из первых издательств недорогих изданий классики. Оно также издавало журналы «Open Court» и «The Monist» — последний издается до сих пор. Девиз ежемесячного журнала «Open Court» был таков: «Посвящен науке религии, Религии науки и распространению идеи религиозного парламента».

## Журнал Open Court
Журнал «Open Court» был основан в феврале 1887 года как официальное издание Свободной религиозной ассоциации, к концу 1887 года его редактор Бенджамин Ф. Андервуд подал в отставку, и редактором стал Пол Карус. Издательская компания Open Court издавала одноимённый журнал до 1936 года. Карус редактировал журнал в течение 32 лет, вплоть до своей смерти.

## Популярные культура и философия
Одной из самых продаваемых серий издательства Open Court Publishing является полугодовая серия «Популярная культура и философия» под редакцией Джорджа Райша. Тома, посвященные философии, лежащей в основе таких телевизионных шоу, как «Звездный путь», «Сайнфелд», «Симпсоны» и «Баффи - истребительница вампиров», привлекли к ним всеобщее внимание.